# Foreste di conifere dei monti afghani orientali
L'ecoregione delle foreste di conifere dei monti afghani orientali (codice ecoregione: PA0506) si estende attraverso una serie discontinua di foreste di conifere lungo il confine tra Afghanistan e Pakistan, ad altitudini comprese tra 2000 e 3400 metri. Ospita la rara Capra aegagrus chialtanensis, una sottospecie locale di capra selvatica dalle corna a cavatappi, forse il frutto di un incrocio con il markhor, l'animale simbolo del Pakistan. Le foreste della regione sono oggi molto più ridotte di un tempo, a seguito della crescente richiesta di legname.

## Geografia
Il settore più settentrionale dell'ecoregione è anche il meno esteso: si trova sulle pendici meridionali dell'Hindu Kush, nella provincia di Nurestan, circa 60 km a nord di Jalalabad. Questa sub-regione è cinta a nord e a sud dell'ecoregione dei prati alpini dell'Hindu Kush e a ovest e a est dai più aridi boschi xerofili del Belucistan. Il settore centrale è incentrato nella provincia di Paktia, a sud di Kabul, e comprende le montagne a est della valle di Gardez. Il settore meridionale copre le montagne che si innalzano sopra Quetta e Kuchlak, in Pakistan.
Nella zona settentrionale dell'ecoregione il suolo è costituito da ghiaia e materia di origine organica che poggiano su un substrato argilloso. In quella meridionale il substrato è costituito da roccia calcarea.

## Clima
Il clima dell'ecoregione è continentale umido con estati calde (Dfb secondo la classificazione dei climi di Köppen). È un clima caratterizzato da grandi escursioni termiche stagionali e da estati calde (con almeno quattro mesi con temperature medie superiori a 10 °C, ma non superiori a 22 °C). Le precipitazioni medie si aggirano sui 200-400 mm annui.

## Flora e fauna

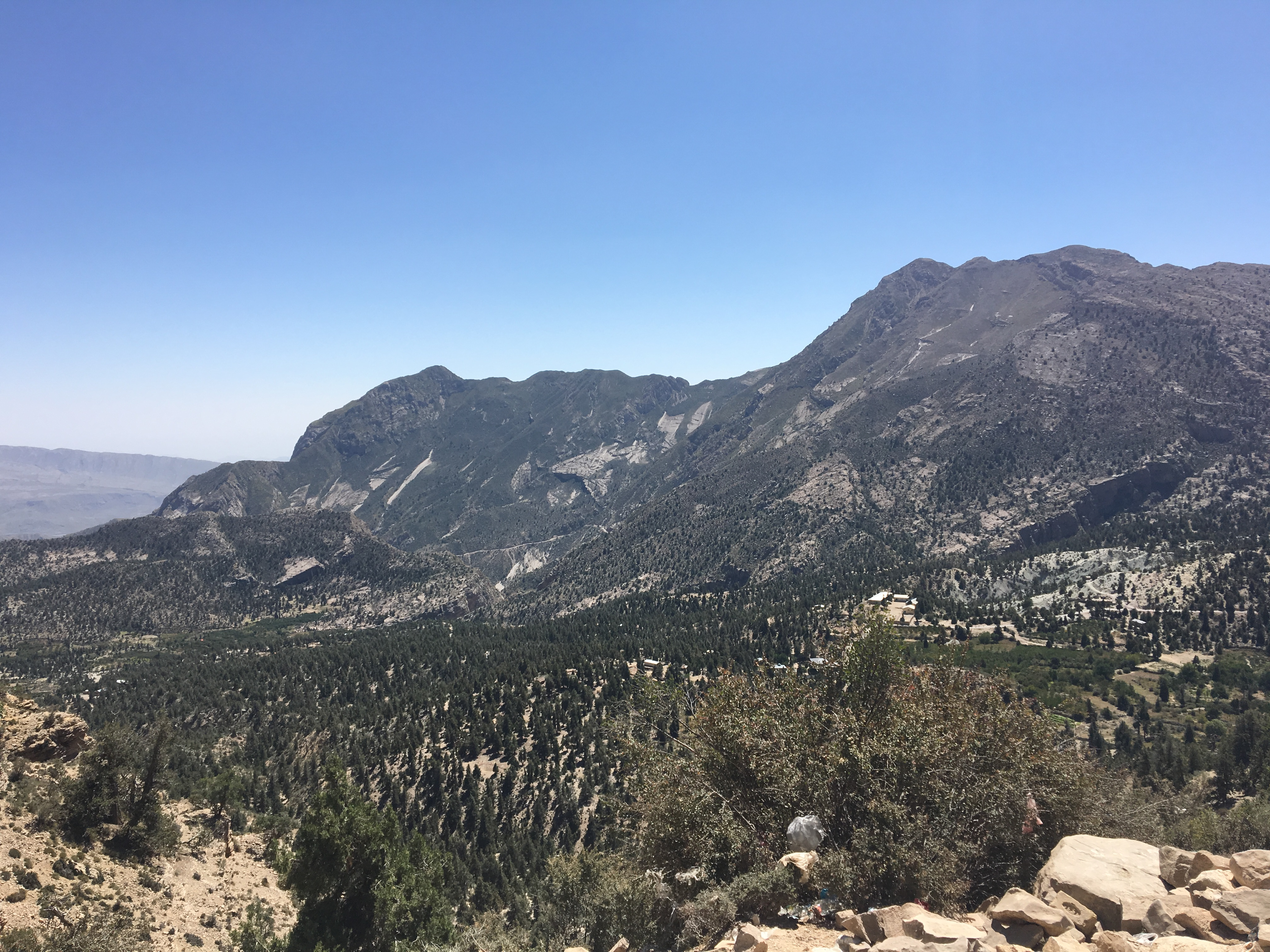
La valle di Ziarat, in Belucistan (Pakistan), nel settore meridionale dell'ecoregione.

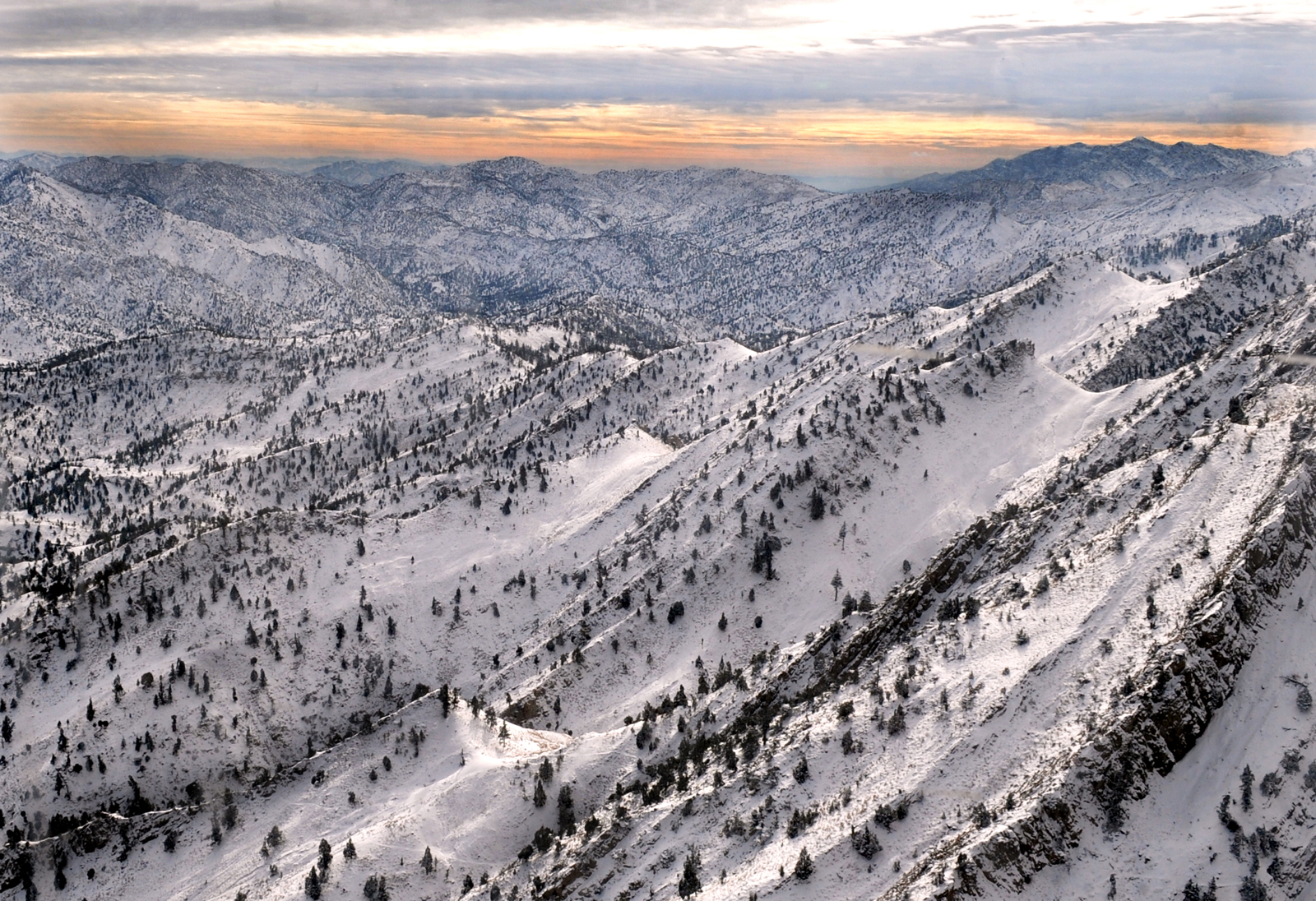
Tramonto invernale sulle montagne della provincia di Paktia.

Solo il 40% circa dell'ecoregione è ricoperto da vegetazione, costituita generalmente da arbusti, copertura di piante erbacee e foreste aperte. Il tipo di foresta è determinato dall'altitudine. Tra i 2100 e i 2500 m la foresta è più secca ed è costituita da essenze quali il Pinus gerardiana, il Quercus baloot, alcune specie della famiglia del faggio (Fagaceae) e cedri (Cedrus). A questa fascia altitudinale nel sottobosco crescono l'Indigofera gerardiana (una leguminosa) e il sambuco lebbio (Sambucus ebulus).
Tra i 2500 e i 3100 m le montagne riescono a intercettare le piogge trasportate dai monsoni e tra le conifere è possibile incontrare un maggior numero di specie di latifoglie. Queste foreste possono diventare anche particolarmente fitte, con alberi di abete rosso dell'Himalaya (Picea smithiana), pino dell'Himalaya (Pinus wallichiana), Quercus semecarpifolia e cedro dell'Himalaya (Cedrus deodara). Al di sopra dei 3100 m la foresta cede il posto a una boscaglia di ginepri (Juniperus seravschanica).
I laghi dei settori settentrionali dell'ecoregione ospitano un'ampia varietà di uccelli migratori e nidificanti, tra cui varie specie di rallidi (folaghe, gallinelle d'acqua), moriglioni e svassi piccoli.

## Popolazione
La presenza umana nell'ecoregione delle foreste di conifere dei monti afghani orientali è storicamente caratterizzata da una bassa densità abitativa, legata soprattutto a piccoli villaggi e insediamenti sparsi, spesso ubicati nei fondovalle o su terrazze montane. Le comunità locali appartengono a una varietà di gruppi etnici, tra cui i Nuristani nel settore settentrionale, i Pashtun e i Beluci più a sud, ciascuno con proprie tradizioni di gestione delle risorse forestali e pastorali. L'agricoltura di sussistenza, l'allevamento transumante e la raccolta di legname rappresentano le principali fonti di sostentamento. Tuttavia, negli ultimi decenni, l'aumento della pressione demografica, la povertà diffusa e l'instabilità politica hanno incentivato il disboscamento illegale e il sovrasfruttamento delle risorse, causando un notevole degrado degli ecosistemi forestali. Le difficili condizioni ambientali, la frammentazione degli insediamenti e la presenza di aree montuose scarsamente accessibili contribuiscono a limitare le infrastrutture e l'accesso ai servizi essenziali. Nonostante ciò, le tradizioni culturali legate alla montagna e una profonda conoscenza dei cicli naturali permangono tra le popolazioni locali, le cui pratiche influenzano ancora oggi l'equilibrio tra attività umane e conservazione delle foreste.

## Aree protette
Circa l'8% dell'ecoregione è ufficialmente protetto. Le aree protette in questione sono:
- il parco nazionale Hazarganji-Chiltan;
- il parco nazionale del Nuristan.

Quest'ultimo, nel settore più settentrionale dell'ecoregione, è stato dichiarato parco nazionale nel luglio 2020. All'epoca non erano ancora stati annunciati piani per la costruzione di strutture e il sostegno al turismo.